# Signe Riisalo

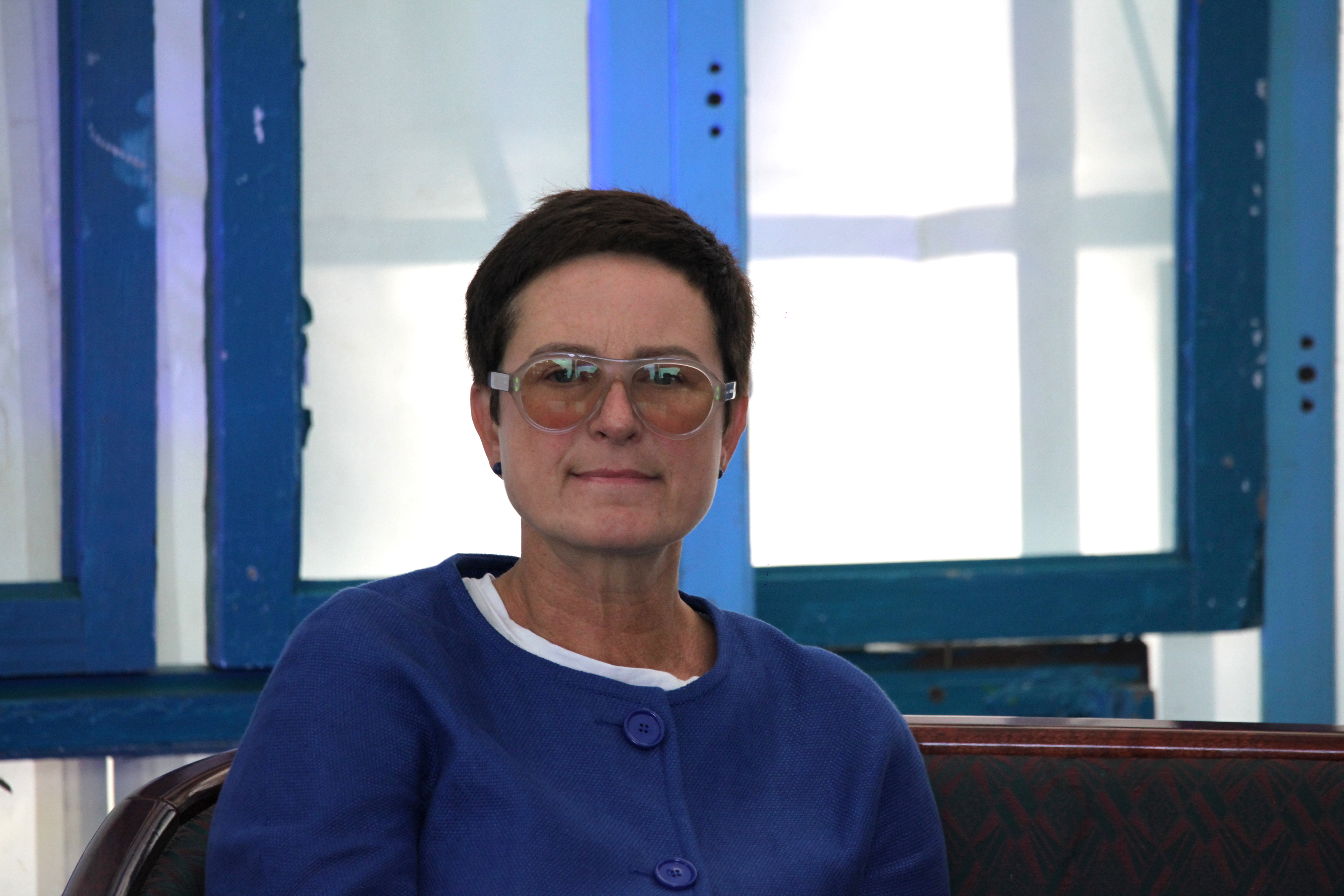
Signe Riisalo (2021)

Signe Riisalo, född Signe Roos, i första äktenskapet Signe Kaplan, född 8 oktober 1968 i Tallinn i dåvarande Estniska SSR, är en estnisk liberal politiker tillhörande Estniska reformpartiet. Sedan den 26 januari 2021 är hon Estlands socialförsäkringsminister.

## Biografi
Signe Riisalo tog studentexamen från Tallinns äldsta gymnasieskola Gustav Adolfs Gymnasium 1987 och studerade ekonomi vid Tallinns polytekniska institut under åren 1987 till 1989. Hon har även en juridikexamen från Tartu universitet 2008 och en socionomexamen från Tallinns universitet 2017, samt har studerat socialpedagogik vid Tallinns universitet.

### Karriär
Riisalo arbetade under åren 1987 och 1990 som tekniker i Estlands landsbygdsbyggnationsprojekt och därefter på regeringskansliet. År 1993 blev hon rådgivare till socialförsäkringsministern och arbetade från 1997 på socialförsäkringsmyndigheten, därefter från 1997 på socialdepartementet och blev 2010 rådgivare till barn- och familjeministern samt från 2016 chef för avdelningen för barnvälfärdspolitik.

### Politiker
Riisalo efterträdde Arto Aasa vid dennes avgång 20 maj 2019 som ledamot av Riigikogu. Hon var tidigare medlem av det Estniska liberaldemokratiska partiet 1990–1994 och blev därefter medlem av Estniska reformpartiet. I Riigikogu var hon medlem av utskottet för att lösa befolkningskrisen och socialutskottet.
Signe Riisalo utsågs den 26 januari 2021 till Estlands socialminister i Kaja Kallas första regering, en roll som hon behöll även i Kallas andra och tredje regering samt i regeringen Michal.